# 埃芬頓鎮區 (明尼蘇達州奧特泰爾縣)
埃芬頓鎮區（英語：Effington Township）是位於美國明尼蘇達州奧特泰爾縣的一個行政鎮區。

## 地方資料
埃芬頓鎮區的面積為90.64平方千米，當中陸地面積為84.85平方千米，而水域面積為5.79平方千米。根據2020年美國人口普查的數據，當地共有人口237人，而人口密度為每平方千米2.61人。